# Il giudaismo nella musica
Il giudaismo nella musica, tradotto più raramente anche come L'ebraismo nella musica (in tedesco Das Judenthum in der Musik), è un saggio del compositore Richard Wagner. Esso critica l'influenza degli ebrei e la loro "essenza" sulla cultura musicale ed artistica europea.
Nel saggio il compositore sostiene che gli ebrei si siano infiltrati nell’industria musicale non grazie alle loro capacità artistiche, ma a causa del loro controllo sulle risorse finanziarie. In particolare discute la musica dei compositori ebrei Felix Mendelssohn e Giacomo Meyerbeer, riconoscendone la competenza tecnica ma criticandola perché priva di genuina passione artistica. Secondo Wagner l'arte autentica affonda le sue radici nell'immersione nella vita di una cultura, e gli ebrei, indicati come estranei a questa cultura, sono capaci solo di apportare contributi artificiali o superficiali. Critica inoltre il talento artistico degli ebrei.
Il saggio fu pubblicato per la prima volta sotto pseudonimo con il nome di "K. Freigedank" nella Neue Zeitschrift für Musik di Lipsia nel settembre del 1850. Fu ripubblicato nel 1869, questa volta col vero nome di Wagner, con commenti sullo scopo della pubblicazione originale e sul presunto impatto negativo su Wagner e sulla carriera del suo socio.

## Origine
Il saggio può essere visto come il culmine di una faida letteraria, dovuto a diverse recensioni dell'opera Il profeta scritte dal compositore ebreo Giacomo Meyerbeer e pubblicate nella Neue Zeitschrift für Musik nell'edizione del gennaio 1850.
Con il suo contributo sotto lo pseudonimo di K. Freigedank, Wagner si riferì ad un precedente articolo che Theodor Uhlig aveva fatto pubblicare sulla Neue Zeitschrift für Musik e commentò il "Gusto artistico ebraico". Wagner, come egli stesso scrive, ha ritenuto necessario approfondire questo argomento per "spiegare l'involontaria ripugnanza che la personalità e la natura degli ebrei hanno per noi, per giustificare questa istintiva avversione dalla quale non siamo che chiaramente riconosciamo che è più forte e predominante del nostro desiderio cosciente di sbarazzarci di questa avversione”.
Inizialmente il saggio non ricevette molta attenzione, fatta eccezione per la protesta di undici professori del Conservatorio di Lipsia nei confronti di Franz Brendel, direttore della Neue Zeitschrift für Musik, il quale hanno chiesto a questo di dimettersi.
Nel 1869 Wagner ripubblicò il saggio in qualità di opuscolo autonomo con il proprio nome, una dedica, una breve prefazione e una postfazione dettagliata a Marie von Mouchanoff-Kalergi. Nel 1860 coprì un deficit di 10.000 franchi derivante dai suoi concerti a Parigi. Gustav Freytag rispose duramente a questo opuscolo e all'antisemitismo in esso contenuto con il suo articolo La controversia sull'ebraismo in musica nella rivista Die Grenzboten.

## Il primo articolo (1850)
La prima versione dell'articolo è apparsa sulla Neue Zeitschrift für Musik sotto lo pseudonimo di K. Freigedank (letteralmente "K. Liberopensatore"). In una lettera dell'aprile 1851 indirizzata a Franz Liszt, Wagner dichiara di aver usato uno pseudonimo "non per paura, ma per evitare che la questione venga trascinata dagli ebrei a un livello puramente personale". Ironicamente, questa stessa lettera rivela anche la profonda antipatia personale di Wagner per Meyerbeer come motivazione parziale del saggio, che gli ricorda il periodo “più oscuro” della sua vita.
Wagner sostiene che la partecipazione ebraica alla musica europea non rappresenta un contributo al suo arricchimento, ma piuttosto un sintomo di un’epoca culturale in declino. Il compositore usa Felix Mendelssohn e Meyerbeer come esempi per sostenere che, sebbene gli artisti ebrei possano raggiungere una competenza tecnica, le loro opere alla fine non riescono a risuonare profondamente con lo spirito della vera abilità artistica.
La valutazione negativa di Wagner della musica di Meyerbeer non era isolata, ma era in realtà in sintonia con il consenso critico prevalente in Germania all'epoca, secondo il quale le opere di Meyerbeer mostravano "monotonia ritmica ed eclettismo indebito, elevando l'effetto artificioso al di sopra della genuina tensione drammatica". Wagner accusa il pubblico di Meyerbeer a Parigi di cercare distrazioni a buon mercato dalla noia, piuttosto che desiderare un coinvolgimento con un'arte reale che li sfida e li eleva. Riflette inoltre su una "repulsione istintiva" emotiva nei confronti degli ebrei che rimane nella società europea in generale nonostante gli sforzi di emancipazione sociale liberale di nobili principi e la mancanza di un'autentica integrazione o accettazione degli ebrei. Sostiene anche che questa repulsione deve essere riconosciuta e discussa, piuttosto che soppressa e ignorata, quindi una volta compresi i dettagli specifici della sua attivazione, si potrebbero adottare misure per risolvere l’attrito sociale tra ebrei e non ebrei.
Nonostante gli appelli alla comprensione e alla riconciliazione, il saggio è pieno di antisemitismo offensivo e provocatorio. Wagner attacca duramente la lingua ebraica, i modi di parlare e l'aspetto degli ebrei in quanto esteticamente sgradevoli e inadatti all'espressione artistica. In una metafora, Wagner suggerisce che proprio come i vermi consumano un corpo dopo che è morto, così gli ebrei si impadroniscono della musica di una cultura europea dopo che la sua vitalità nativa è diminuita.

## Ricezione dell'articolo del 1850
La Neue Zeitschrift für Musik aveva una diffusione molto piccola, stimata tra i 1500 e i 2000 lettori. Nonostante Wagner sperasse di creare scalpore e aprire un dibattito pubblico, la risposta fu silenziosa. Una sola lettera di reclamo è stata inviata a Franz Brendel, direttore del giornale, dal vecchio collega di Mendelssohn, Ignaz Moscheles. Lui e altri dieci professori del Conservatorio di Lipsia chiesero che Brendel si dimettesse dal consiglio del Conservatorio. Brendel mantenne la sua posizione. L'articolo fu accolto male anche tra i soci di Wagner, in particolare il compositore Franz Liszt, che rimase imbarazzato dall'articolo e pensò che fosse una fase passeggera o un semplice attacco di ripicca.

## La ripubblicazione del 1869
Cercando di spiegare agli amici la fonte dell'ostilità senza precedenti nei confronti di se stesso e delle sue opere da parte dei critici musicali sulla stampa, Wagner ripubblicò il suo saggio nel 1869 con il suo nome insieme a un commento ampliato sullo scopo e sulla ricezione dell'originale. Sono state apportate alcune modifiche al testo originale del 1850, attenuandone il linguaggio offensivo.
Wagner difende l'uso di uno pseudonimo nella pubblicazione originale del saggio, avendo voluto evitare che la discussione venisse deviata su questioni personali, cosa che credeva sarebbe accaduta se fosse stato allegato il suo vero nome. Nonostante ciò, Wagner fu presto riconosciuto come l'autore del saggio.
Secondo Wagner, mentre il saggio originale stesso fu ignorato nel tentativo di soffocare la conversazione che cercava di provocare, i critici iniziarono ad attaccarlo in altre aree, come gli altri suoi scritti d'arte pubblicati e le opere teatrali, in una "persecuzione inversa" da parte dell'intelligencija ebraica che secondo Wagner controlla la stampa. Ciò include la significativa derisione di se stesso e di Liszt come "profeti" della Musica del futuro sui giornali, guidata dal critico musicale Eduard Hanslick, che inizialmente sostenne Wagner ma in seguito si rivoltò contro di lui intorno al 1854, con la pubblicazione di Vom Musikalisch-Schönen. La teoria di Hanslick della bellezza estetica basata sulla struttura formale, che Wagner deride nel suo saggio definendola "ebraica", era in contrasto con le teorie di Wagner basate su un'espressione appassionata relativamente informe.
Wagner discute a lungo contro il "giudaismo musicale" di Hanslick, che include non solo i musicisti ebrei ma qualsiasi compositore che adotti questo stile diluito. Cita Robert Schumann come un compositore le cui composizioni giovanili e vivaci divennero superficiali e pretenziose negli anni successivi a causa dell'influenza del "giudaismo musicale".
In chiusura, Wagner si rivolge direttamente al popolo ebraico, riconoscendo i talenti e le virtù significativi all'interno della società ebraica e suggerendo che l'oppressione affrontata dallo spirito tedesco sotto il giudaismo è ancora più gravosa per gli ebrei stessi. Wagner esprime la speranza, seppur debole, che, essendo apertamente critico nei confronti del loro rapporto con l'ebraismo, possa incoraggiare anche coloro che fanno parte della comunità ebraica a lottare per la loro vera emancipazione. Sostiene la necessità di affrontare apertamente le sfide legate all'assimilazione del popolo ebraico nella cultura tedesca, non per fermare il declino culturale attraverso l'esclusione, ma per favorire uno sviluppo condiviso verso qualità umane più elevate.

## Ricezione dell'articolo del 1869
Ancora una volta molti sostenitori di Wagner furono turbati dalla provocazione del saggio. A questo punto Wagner era un personaggio pubblico ben noto e la pubblicazione suscitò molte risposte sulla stampa. Le produzioni di I maestri cantori di Norimberga furono fischiate e una produzione berlinese di Lohengrin dovette essere ritardata. Per ironia della sorte, quando la produzione del Lohengrin andò avanti, fu accolta con entusiasmo dagli ebrei presenti. Quando Wagner seppe questa notizia, rimase sgomento all'idea che gli ebrei lo avessero "perdonato" per aver scritto l'articolo "affrettato", invece di comprenderne il vero scopo.
Nonostante rendesse pubblici i suoi sentimenti antiebraici, Wagner godeva di strette amicizie con una cerchia di importanti ebrei. Questi includevano il direttore d'orchestra Hermann Levi (che diresse per la prima volta Parsifal nel 1882), i pianisti Carl Tausig e Joseph Rubinstein, lo scrittore Heinrich Porges e altri.
Nei suoi ultimi anni, l'antipatia di Wagner verso gli ebrei e lo "Judenthum" si attenuò man mano che divenne più umanista, meno concentrato sulla politica e più interessato alle questioni metafisiche e spirituali. Fortemente influenzato dalla filosofia di Schopenhauer e dalle religioni indiane Buddismo e Induismo, Wagner arrivò a considerare il vero problema dell'umanità come quello che chiamò "Weltenwahn", ossia "follia del mondo", simile al concetto di Maya in queste religioni: un'illusione che acceca la società, causato dal materialismo, dall’avidità e dalla brama di potere, che perpetua la sofferenza umana. Wagner chiamerà la sua ultima residenza privata a Bayreuth "Wahnfried", ossia "Pace dalla follia".
Piuttosto che aver bisogno di emanciparsi dallo "Judenthum", Wagner nota nel suo ultimo saggio Erkenne dich Selbst (ossia Credi in te stesso, 1881) che questa "follia" nasce dall'interno della stessa società tedesca tanto quanto dalla società ebraica, sebbene i tedeschi attribuiscano i loro problemi a elementi esterni come gli ebrei piuttosto che identificarne la fonte dentro di sé. Wagner scrive della necessità di un risveglio spirituale affinché tutta l'umanità realizzi la sua comune "dignità semplice e sacra". Solo una volta che la società si sarà svegliata, “non ci saranno più ebrei”, non a causa del loro sradicamento fisico, o addirittura della perdita della loro essenza a causa dell’assimilazione, ma perché un processo così nobile porterà alla fine della divisione e del conflitto basato sulla tutte queste identità superficiali, con l'umanità che riconosce se stessa come una. Questo argomento è esplorato nella sua opera finale, Parsifal.

Che Wagner non volesse avere nulla a che fare con i movimenti razziali antisemiti che all'epoca crescevano alla fine del XIX secolo, postulando nozioni di razze superiori e inferiori che sarebbero diventate il fondamento del nazismo, è confermato nelle sue lettere private:
Dal movimento antisemita moderno sono completamente distante. In un prossimo numero del Bayreuth Blätter apparirà un mio articolo ['Conosci te stesso'] in cui annuncia ardentemente che mi sarà effettivamente impossibile associarmi a quel movimento.
Nonostante questi sentimenti, dopo la morte di Wagner nel 1883, antisemiti razzisti come Houston Stewart Chamberlain e Winifred Williams scesero a Bayreuth e al suo festival annuale, prendendone il controllo, espellendo musicisti ebrei e trasformandolo in un teatro per i nazisti. sottoporre le opere teatrali di Wagner a interpretazioni razziste, con Adolf Hitler che vi appariva spesso come ospite d'onore.

## Reazioni nel XX e nel XXI secolo
Il saggio non creò la seria controversia che Wagner cercò di provocare fino agli anni '50 e '60, quando gli studiosi iniziarono a ricercare un possibile collegamento tra Wagner e le sue opere con la filosofia e le politiche della Germania nazista, in particolare la soluzione finale che portò all'Olocausto.
Era noto che Adolf Hitler fosse un entusiasta ammiratore della musica di Wagner e la musica veniva spesso suonata durante le manifestazioni del partito nazista (insieme alla musica di altri compositori tedeschi) come esempio della supremazia culturale tedesca. Sebbene Hitler possedesse molti dei manoscritti musicali di Wagner come beni di valore, non ci sono prove che Hitler e altri membri del comando nazista avessero letto Il giudaismo nella musica o fossero addirittura a conoscenza della sua esistenza. Poiché il saggio era in gran parte considerato motivo di imbarazzo per i primi wagneriani, ci fu solo una ristampa del saggio a Weimar nel 1914, prima che i nazisti salissero al potere. Durante l'era nazista ci furono altre due pubblicazioni: a Berlino nel 1934 e a Lipsia nel 1939. Nessuna di queste sembra essere stata un'edizione di grandi dimensioni con un numero significativo di lettori.
Nonostante l'impatto limitato delle pubblicazioni del saggio sugli affari culturali tedeschi, da allora è servito come documento importante per comprendere la natura della visione del mondo antisemita di Wagner e se questo antisemitismo è presente nelle sue opere liriche. Studiosi come Theodor Adorno hanno affermato che è presente, ma questo è fortemente contestato da altri. L'argomento rimane oggetto di un notevole dibattito sia nel mondo accademico che tra il pubblico dell'opera. Con poche controverse eccezioni, Wagner non è stato rappresentato pubblicamente in quello che oggi è il moderno stato di Israele dal 1938.
Alcuni scrittori come Bryan Magee hanno cercato di difendere in modo qualificato l'originalità del pensiero di Wagner ne Il giudaismo nella musica, pur riconoscendone la malevolenza. Tuttavia, altri studiosi sostengono che una considerazione più completa del contenuto del saggio indebolisca la sua argomentazione. Gli storici della musica hanno scritto per sfatare le tesi e gli argomenti antiebraici contenuti nel saggio di Wagner.